# Lay It Down (Cowboy Junkies)
Lay It Down è un album dei Cowboy Junkies, pubblicato dalla Geffen Records nel febbraio del 1996.

## Tracce
Brani composti da Michael Timmins, eccetto dove indicato.
1. Something More Besides You – 4:15
2. A Common Disaster – 3:21
3. Lay It Down – 4:22
4. Hold On to Me – 3:22
5. Come Calling (His Song) – 3:33
6. Just Want to See – 4:23
7. Lonely Sinking Feeling – 4:24
8. Angel Mine – 3:59
9. Bea's Song (River Song Trilogy: Part II) – 3:33
10. Musical Key – 3:55 (Michael Timmins, Margo Timmins)
11. Speaking Confidentially – 4:27
12. Come Calling (Her Song) – 5:00
13. Now I Know – 2:18

Durata totale: 50:52

## Formazione
- Margo Timmins - voce
- Michael Timmins - chitarra
- Alan Anton - basso
- Peter Timmins - batteria

Musicisti aggiunti
- Andy Carlson - violino, arrangiamenti strumenti ad arco
- Peter Schab - violino
- Carl Schab - viola
- Dave Henry - violoncello
- Tim White - organo
- Jeff Bird - organo
- John Keane - chitarra pedal steel
- John Keane - arpeggio di chitarra (brano: Come Calling (His Song))

Note aggiuntive
- John Keane - produttore
- Michael Timmins - produttore
- Registrazione e mixaggio effettuati al John Keane Studios di Athens, Georgia, Stati Uniti nel giugno e luglio 1995
- John Keane - ingegnere della registrazione
- Dave Henry - assistente ingegnere della registrazione
- Registrazioni aggiunte effettuate da Robert Cobban allo Studio 306 di Toronto, Canada
- Registrazioni aggiunte effettuate da Dale Morningstar al The Gas Station di Toronto, Canada
- Peter J. Moore - sequencing (effettuata al The E Room di Toronto, Canada)
- Bob Ludwig - masterizzazione (effettuata al Gateway Mastering di Portland, Maine, Stati Uniti)[1]